# Playdom
Playdom era un desarrollador de juegos en línea popular en Facebook y MySpace, y fue el mayor desarrollador de juegos sociales en My Space y uno de los más grandes en Facebook. La compañía fue fundada en la bahía de San Francisco por la Universidad de California, Berkeley graduados Ling Wang Xiao y Chris. En 2009, junto con los proveedores de juegos de guerra Zynga y Playfish, Playdom contribuido a un mercado por valor de $300 millones de dólares en ventas en línea de productos virtuales a través de redes sociales.
Era una subsidiaria de propiedad de la compañía de Walt Disney como parte de la Disney Interactive Media Group.
- Datos: Q637851